# Aubrey de Vere II
Aubrey de Vere II (c. 1085 – mayo de 1141), también conocido como "Alberic[us] de Ver" y "Albericus regis camerarius " (el chambelán del rey), fue el segundo de ese nombre en Inglaterra tras la conquista normanda, y el hijo mayor superviviente de Aubrey de Vere y su esposa Beatrice.
Aubrey II sirvió como chambelán del rey y justiciar durante los reinados de Enrique I y Esteban. Enrique I también lo nombró sheriff de Londres y Essex y co-sheriff con Richard Basset de once condados. En 1130 debía al rey por varios conceptos, incluyendo la fuga de prisioneros bajo su custodia, 550 libras y cuatro palafrenes,lo que implica que habría estado a cargo de prisioneros habitualmente. En junio de 1133, le fue otorgado el cargo de Lord Gran Chambelán a Aubrey y sus herederos. Atestiguó frecuentemente los diplomas de Enrique I y Esteban, y parece haber acompañado a Enrique a Normandía sólo una vez. Guillermo de Malmesbury informa que en 1139, Aubrey actuó como el portavoz de Esteban en el concilio de la iglesia en Winchester, cuando el rey fue citado para responder sobre la ocupación de los castillos de Roger de Salisbury y sus sobrinos, los obispos de Ely y Lincoln. En mayo de 1141, Aubrey fue asesinado durante la Anarquía por una turba en Londres y enterrado en el mausoleo familiar en Colne Priory, Essex .
Además de su patrocinio del Priorato de Colne, Aubrey fundó o apoyó financieramente una célula de la abadía benedictina de Santa Mélanie en Rennes, Bretaña, en Hatfield Broadoak o Hatfield Regis, Essex. Es probable que iniciara la construcción de la torre de piedra de Hedingham, en Essex, que sería completada por su hijo y heredero, otro Aubrey de Vere, que sería creado posteriormente conde de Oxford; sus descendientes mantuvieron ese título y el cargo de Lord Gran Chambelán hasta la extinción de la línea masculina Vere en 1703. 
Su esposa Adeliza, hija de Gilbert fitz Richard de Clare, sobrevivió a su marido en veintidós años, durante los que vivió como corrediana en el Priorato de St. Osyth, Chich, Essex. 
Sus hijos conocidos son:
- una hija (nombre desconocido) que se casó con Roger de Ramis.
- Alicia "de Essex", esposa de Enrique de Essex y Roger Fitz Richard )
- Aubrey de Vere, I conde de Oxford, esposo de Beatrice, condesa de Guisnes, Eufemia, y Agnes de Essex
- Geoffrey, esposo de la viuda de Warin fitz Gerold y con Isabel de Say
- Gilbert, prior de los Caballeros Hospitalarios en Inglaterra (1195-1197)
- Juliana, condesa de Norfolk, esposa de Hugh Bigod, conde de Norfolk y Walkelin Maminot
- Robert, esposo de Matilda de Furnell y luego con Margaret, hija de Baldwin Wake
- Rohese de Vere, que se casó con Geoffrey de Mandeville, conde de Essex y con Payn de Beauchamp)
- William de Vere, obispo de Hereford (1186-1198)